# (481) Emita
(481) Emita – planetoida z grupy pasa głównego asteroid okrążająca Słońce w ciągu 4 lat i 196 dni w średniej odległości 2,74 j.a. Została odkryta 12 lutego 1902 roku w Landessternwarte Heidelberg-Königstuhl, w Heidelbergu przez Luigi Carnerę. Pochodzenie nazwy planetoidy nie jest znane. Przed jej nadaniem planetoida nosiła oznaczenie tymczasowe (481) 1902 HP.